# Laurence Leboucher
Laurence Leboucher (* 22. Februar 1972 in Alençon) ist eine ehemalige französische Radrennfahrerin. Ihre größten Erfolge erzielte sie im Mountainbikesport und im Cyclocross.

## Werdegang
Leboucher begann ihre Karriere auf der Straße. Mit einem dritten Platz beim Chrono des Nations im Jahr 1991 zeigte sie ihre Qualitäten im Einzelzeitfahren. 1992 wurde sie Dritte der Französischen Meisterschaften im Straßenrennen, 1992 und 1993 nahm sie an der Tour de France der Frauen teil. Bis zu ihrem Karriereende startete sie immer wieder bei Straßenrennen, Sie gewann die Gesamtwertung der in den Jahren 1997, 1998 und 2002 stand sie auf dem Podest der Französischen Meisterschaften im Einzelzeitfahren.
Mitte der 90er wechselte Leboucher zum MTB-Cross Country. 1996 wurde sie erstmals französische Meisterin, im Jahr 1998 schaffte sie das Triple aus Weltmeisterschaften, Europameisterschaften und Nationalen Meisterschaften im Cross Country (olympisch). Zudem gewann sie zwei Rennen des UCI-Mountainbike-Weltcups. Im Cross-Country hat Leboucher an den Olympischen Spielen 1996, 2000, 2004 und 2008 teilgenommen, ihr bestes Ergebnis war der 8. Platz im Jahr 2004.
Nachdem im Jahr 2000 im Cyclocross internationale Meisterschaften für Frauen eingeführt wurden, fuhr Leboucher zweigleisig: MTB in der Sommersaison und Cyclocross in der Wintersaison. Bei den ersten Cyclocross-Weltmeisterschaften im Jahr 2000 belegte sie den vierten Platz, in den Jahren 2002 und 2004 wurde sie Weltmeisterin. Von 2000 bis 2008 gewann sie fünfmal die Französische Meisterschaft im Cyclocross und auch fünfmal den Coupe de France de cyclo-cross.
Nach ihrem Karriereende Ende 2008 war Leboucher von 2009 bis 2017 Vizepräsidentin des französischen Radsportverbandes Fédération Française de Cyclisme.

## Ehrungen
Im Jahr 2008 wurde Leboucher zum Ritter der Ehrenlegion ernannt.

## Erfolge
| 1996 - Französische Meisterin – Cross-Country XCO 1998 - Weltmeisterin – Cross-Country XCO - Europameisterin – Cross-Country XCO - Französische Meisterin – Cross-Country XCO - zwei Weltcup-Erfolge – XCO 1999 - Französische Meisterin – Cross-Country XCO 2000 - Europameisterin – Cross-Country XCO - Französische Meisterin – Cross-Country XCO 2001 - Europameisterin – Cross-Country XCO - ein Weltcup-Erfolg – XCO 2002 - Weltmeisterschaften – Staffel XCR - Europameisterschaften – Cross-Country XCO - Europameisterin – Staffel XCR - Französische Meisterin – Cross-Country XCO 2006 - Französische Meisterin – Cross-Country XCO 2007 - Französische Meisterin – Cross-Country XCO 2008 - Weltmeisterin – Staffel XCR - Europameisterin – Staffel XCR | 1999/2000 - Französische Meisterin 2000/2001 - Französische Meisterin 2001/2002 - Weltmeisterin 2002/2003 - Weltmeisterschaften - Französische Meisterin 2003/2004 - Weltmeisterin 2004/2005 - Europameisterschaften 2005/2006 - Französische Meisterin 2006/2007 - Weltmeisterschaften - Cyclo-cross de Nommay (Weltcup) 2007/2008 - Weltmeisterschaften - Französische Meisterin | 1995 - Gesamtwertung Tour féminin de la Haute-Vienne 1998 - Gesamtwertung Tour de la Drôme 2000 - Gesamtwertung Tour féminin de la Haute-Vienne |